# Barry Shulman
Barry Shulman (Seattle, 8 mei 1946) is een Amerikaans professioneel pokerspeler en werd in 1998 algemeen directeur (CEO) van pokertijdschrift Card Player Magazine. Hij won onder meer het $1.500 Seven Card Stud Hi-Lo Split 8 or Better-toernooi van de World Series of Poker 2001 (goed voor $123.820,- prijzengeld) en het £10.000 No Limit Hold'em Main Event van de World Series of Poker Europe 2009 (goed voor $1.305.542,-).
Shulman won tot en met juni 2015 meer dan $4.850.000,- in pokertoernooien, cashgames niet meegerekend. Hij is tevens de vader van Jeff Shulman, die ook meer dan $3.000.000,- verdiende met poker en tijdens de World Series of Poker 2009 tot de November Nine behoorde.

## Wapenfeiten
Shulman speelde zich in de World Series of Poker 1997 voor het eerst in de prijzen van dit evenement toen hij daarop vijfde werd in het $3.000 Hold'em Pot Limit-toernooi. Daarop plaatse hij zich van 1998 tot en met 2002 ieder jaar voor ten minste één WSOP-finaletafel in allerlei varianten, zoals Hold 'em, Razz, Omaha en 7 Card Stud. Daarbij won hij in 2001 ook zijn eerste WSOP-titel.
Shulman ontbrak vervolgens tot 2006 op de prijswinnaarslijst van de World Series of Poker, maar was ondertussen succesvol in evenementen elders. Hij werd in die tijd onder meer vierde op de $4.000 No Limit Hold'em Championship Final Day van de World Poker Tour Ultimatebet.com Poker Classic II 2003 (goed voor $112.780,-), tweede in de PPT No Limit Hold'em Final van de Third Annual Five-Star World Poker Classic 2005 (goed voor $100.000,-) en won het $1.500 No Limit Hold'em-toernooi van de Bellagio Five-Diamond World Poker Classic 2003 ($234.798,-).
Een aantal relatief rustige jaren op pokergebied volgden voor Shulman, hoewel hij in oktober 2008 wel het $500 No Limit Hold'em-toernooi van de Caesars Palace Classic op zijn naam schreef (goed voor $39.944,-). Hij trad in 2009 weer vol in het voetlicht door meer een miljoen Amerikaanse dollars (£801.603,-) te winnen met zijn zege in het £10.000 No Limit Hold'em Main Event van de World Series of Poker Europe 2009. Daarbij rekende hij in de heads up af met Daniel Negreanu. Eerder waren ook al onder andere Praz Bansi en Jason Mercier gesneuveld aan de finaletafel. Shulman werd dat jaar bovendien vijfde in het $2.500 Limit Hold'em - Six Handed-toernooi van de World Series of Poker 2009.
Shulman begon 2010 in januari met het winnen van het hoogste geldbedrag in zijn pokercarrière. Hij werd dan wel derde in het $10.000 No Limit Hold'em - Main Event van de PokerStars Caribbean Adventure, maar dat leverde hem toch $1.350.000,- op. Hij won in november bijna het $500 No Limit Hold'em-toernooi van de Venetian Deep Stack Extravaganza IV 2010 in Las Vegas, maar moest genoegen nemen met een tweede plaats achter Randall Watkins en $20.495. Hij begon 2011 wel weer met een overwinning, in het $300 No Limit Hold'em-toernooi van de Southern Poker Championship 2011 in Biloxi (goed voor $23.658,-).

## WSOP-titel
| Jaar                              | Toernooi                                       | Prijs        |
| --------------------------------- | ---------------------------------------------- | ------------ |
| World Series of Poker 2001        | $1.500 Seven Card Stud Hi-Lo Split 8 or Better | $123.820,-   |
| World Series of Poker Europe 2009 | £10.000 No Limit Hold'em Main Event            | $1.305.542,- |